# 克拉克·肯特 (DC擴展宇宙)
克拉克·喬瑟夫·肯特（英語：Clark Joseph Kent）或稱呼出生名凱·艾爾（英語：Kal-El）和超級英雄名超人（英語：Superman），是DC擴展宇宙（DCEU）系列電影中的虛構角色和超級英雄，改編自傑瑞·席格和乔·舒斯特創作的同名角色。在電影中，他是來自氪星的外星難民，他降落在地球上，憑藉自身的超級力量成為地球上最偉大的守護者，也激發了其他超人類出面打擊犯罪。
該角首次登場於《超人：鋼鐵英雄》（2013年），由英格蘭演員亨利·卡維爾飾演，卡維爾也是首位在電影中的非美國籍超人飾演者。此版本的超人還出現在其他電影中，例如《蝙蝠俠對超人：正義曙光》（2016年）和《正義聯盟》（2017年），成為DC擴展宇宙的核心角色一員。相較於華納兄弟以往的系列電影，導演查克·史奈德對中的超人刻劃受到外界兩極分化的評價，但在《正義聯盟》導演剪輯版《查克·史奈德之正義聯盟》中的表現則頗受好評。

## 角色概念與發展
作為DC漫畫最突出的超級英雄人物一員，超人在以往電影中最著名的是1978年至1987年由克里斯多福·李維詮釋的版本。雖然李維的演出在影史上頗具聲名，但在《超人IV：尋求和平》（1987年）的失利後，該系列的未來蒙上一層陰影。布蘭登·勞斯取代李維成為超人的演員並主演《超人再起》（2006年）後，有關該片與其他DC角色共存同一世界觀的討論浮現，但仍停滯不前。勞斯的超人合約已於2009年到期，華納兄弟決定重啟，開始著手打造新系列。最突出的其一想法為受黃金時代啟發的超人，「讓他更像個凡人。」
在製作蝙蝠俠電影《黑暗騎士》三部曲（此後獲得巨大成功）的過程中，製片人大衛·S·高耶向導演克里斯多福·諾蘭提出了有關如何在現代背景下呈現超人的想法。感到印象深刻的諾蘭向片商提議此概念，諾蘭受雇擔任監製，高耶則因《黑暗騎士》（2008年）的成功而得以編寫劇本。
諾蘭讚賞布萊恩·辛格在《超人再起》中與李察·唐納電影的連結：「很多人以許多不同的方式處理超人。我只知道對我們有用的方法，就是我知道該怎麼做，」強調蝙蝠俠存在於他是唯一的超級英雄的世界中的想法，對《超人：鋼鐵英雄》的類似做法將確保電影的完整度，「每個都符合故事的內部邏輯，他們彼此無關。」但諾蘭澄清說，這部新電影與以前的電影系列沒有任何關係。根據當時傑瑞·席格家人對華納兄弟公司起訴的規定，《超人：鋼鐵英雄》的製作於2011年展開。那年以後，席格的家人得以起訴該公司未製作電影的收入損失，這歸功於席格產權重新獲得超人起源的50％的版權以及他在《動作漫畫》#1的版權份額，在此前電影公司並未欠席格產權任何錢。

### 選角和執行

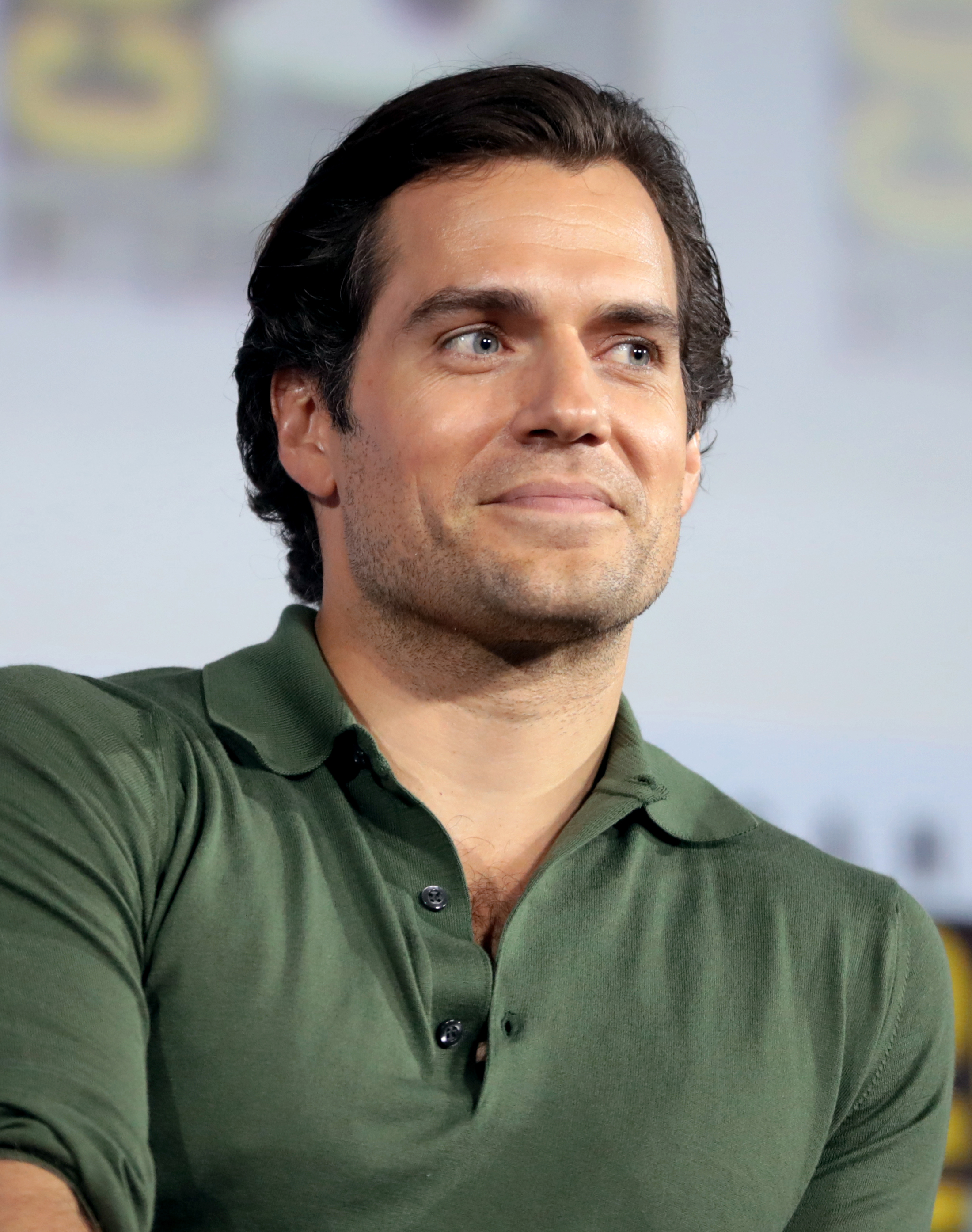
亨利·卡維爾是首位在銀幕中飾演超人的非美國演員。

導演查克·史奈德選擇英格蘭演員亨利·卡維爾在《超人：鋼鐵英雄》中飾演凱·艾爾／克拉克·肯特／超人。卡維爾是首位飾演該角的非美國演員。他先前將主演《超人：飛越》（Superman: Flyby），但該項目最終被擱置，而在之後又在《超人再起》輸給布蘭登·勞斯。卡維爾說：「超人角色背後有一個非常真實的故事。」他解釋，每個人的目標都是探索角色具有多種身份而面臨的困難，包括他的凱·艾爾和另一個自己克拉克·肯特。他還表示：「他孤獨一人，沒有人喜歡他，」這即是超人的弱點，「那一定是令人難以置信的可怕和孤獨，不知道你是誰或你是什麼，加上試圖找出有意義的東西。你的底線在哪？你從中汲取什麼？您在哪限制自己擁有的力量？就其本身而言，這是個不可思議的弱點。」在接受《Total Film》雜誌採訪時卡維爾表示，為了超人一角，他每天消耗近5000卡路里的熱量，每天訓練兩個多小時，並補充蛋白質來維持肌肉。庫柏·汀伯林（Cooper Timberline）被選為9歲的克拉克·肯特，迪倫·斯派比利被選為13歲的克拉克·肯特。
在《正義聯盟》（2017年）補拍期間，由於卡維爾在電影《不可能的任務：全面瓦解》（2018年）中演出的角色，使他在拍攝期間留有鬍子，根據派拉蒙影業的合約他必須將其留著。這使《正義聯盟》後製時以數位特效的方式消除了卡維爾的鬍子。此外，史奈德最初曾計劃讓超人在電影結束前穿著漫畫《超人之死》中的黑色英雄裝，但被華納兄弟高管否決。在2021年導演剪輯版電影中，包含史奈德在重新拍攝之前的原始鏡頭以及2020年拍攝的額外鏡頭，超人的服裝也已透過數位著色成黑色出現在片中。

### 服裝設計
《超人：鋼鐵英雄》中，除了喬·艾爾和薩德將軍等其他氪星人的緊身衣之外，超人緊身衣還設計了帶有質感的鎖子甲樣貌，服裝設計師麥可·威爾金森打算呼應「鋼鐵之驅」及其他超凡脫俗的主題，並讓超人從地球人中脫穎而出，這與之前服裝的面料詮釋背道而馳。同樣值得注意的是，缺少經典的紅色三角褲，史奈德認為紅色三角褲與他在電影中塑造的世界不符，但仍保留了斗篷（該斗篷經加長處理）。這也反映了超人在新52中的重新設計。

### 主題和人物塑造

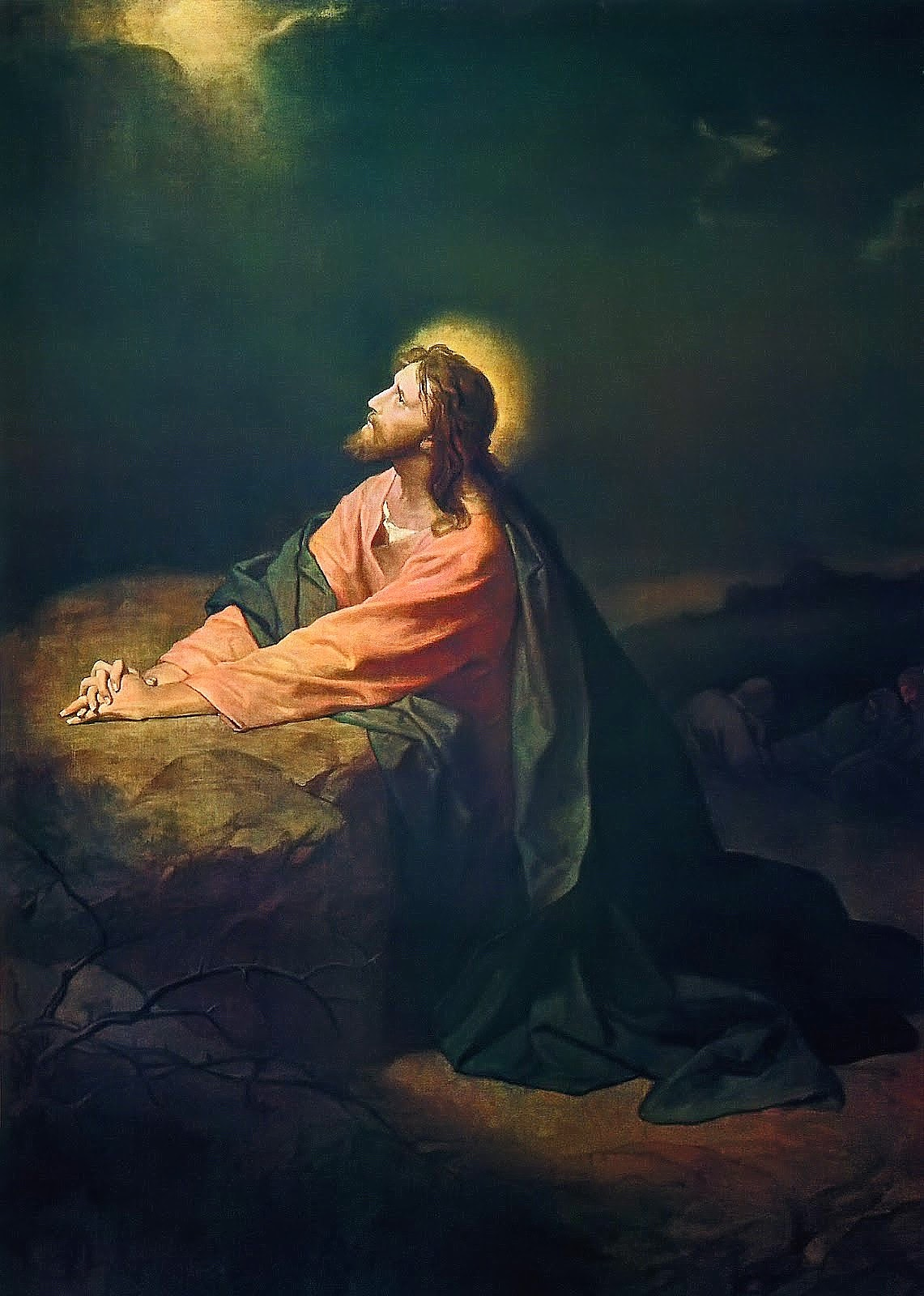
影評人將克拉克的苦難與耶穌被釘十字架之前的苦難作了比較。當克拉克拜訪《超人：鋼鐵英雄》中的一座教堂時，背景中出現了耶穌在在花園中苦惱的玻璃馬賽克。

如同克里斯多福·李維版的刻劃，版的超人也能看見幾處影射耶穌的典故。許多影評人把《超人：鋼鐵英雄》視為一種宗教寓言，尤其是自華納兄弟建立的網站，其中包含名為《耶穌－原始超級英雄》（Jesus – The Original Superhero）的九頁小冊子。福斯新聞頻道的賈斯汀·克雷格（Justin Craig）指出《超人：鋼鐵英雄》中的幾個寓言橋段包括克拉克當時的33歲，這是耶穌被釘十字架時的年齡；和耶穌一樣被捕；克拉克的養父強納森（Jonathan）對應耶穌的養父聖若瑟。克雷格還將凱·艾爾的鬥爭與耶穌受難做比較：「凱·艾爾願意為拯救地球人民而犧牲自己。起初，超人決定不願向世界透露自己的身份和力量，所以決定將自己呈交給薩德，以拯救人類免於滅絕。」他還指出片中關於三位一體的寓言：喬·艾爾以鬼魂的身份返回見地球上的凱·艾爾指導他嶄露頭角的超級英雄之子的救贖之路。在摩西風格的喬·艾爾將兒子送到地球前，他告訴妻子，「他將成為他們的神。」這就像耶穌一樣。《時代》雜誌的理查德·科里斯還提供其他寓言，如在12歲的克拉克展現神力營救同學，這與進入聖殿的耶穌同齡；「聖父」喬·艾爾將克拉克送往地球；克拉克拜訪一座教堂，同時考慮將自己投降給薩德將軍以保護人類，在此背景中有著耶穌在他最後時日的壁畫。
但是，儘管被地球人民視為上帝，克拉克仍在中為自己的身份而掙扎。科利斯將《超人：鋼鐵英雄》中的克拉克與《基督的最後誘惑》（1988年）中的耶穌對比，兩個人物在各自的電影中都懷疑自己的神性。此外，影評人麥特·佐勒·塞茲指出，卡維爾和斯派比利詮釋的克拉克·肯特／超人在如何表現自己的力量而不被稱為「怪胎」以及如何應對生命中創傷事件的後果上充滿爭議，但隨著薩德將軍的到來而被迫離開了他在地球上的舒適圈。佐勒·塞茲表示因電影中角色的內在衝突，卡維爾沒有像李維那樣展現超人的代表自信。《蝙蝠俠對超人：正義曙光》（2016年）時期，克拉克接受自己作為超級英雄的身份，卡維爾補充：「他已經習慣了這種盡力挽救更多生命的既定工作」，進一步解釋說，「他不再長期陷入狂亂，他不再是那種乳臭未乾的超級英雄。」在電影中，超人也不同意蝙蝠俠的正義，這導致了兩名自發維持治安者之間的衝突。
儘管在的前兩部電影中，超人被描述為「悶悶不樂」，但史奈德提到，在對角色故事線的最初構想中，克拉克將在《正義聯盟》結束時成為「真正的超人」。史奈德樂於與超人一起解決自己的道德觀念、與露薏絲·蓮恩的關係以及他在地球上的定位，使角色更適合人類，以及超人將不得不「掙得」自己「DC超級英雄世界的巔峰」的位置。但當喬斯·溫登接任史奈德後，許多可能會在電影院線發行中充實角色的劇情都被刪除，直到史奈德的導演剪輯版才恢復。

## 迴響
卡維爾詮釋的超人受到影評人的兩極分化的評價。雖然卡維爾對克拉克·肯特的內心動盪以及與聯合主演艾美·亞當斯化學反應的共同詮釋受到肯定，但一些影評人批評了《超人：鋼鐵英雄》中的僵硬感和缺乏感召力。這些批評聲仍延續至續集《蝙蝠俠對超人：正義曙光》。理查德·科里斯給予《超人：鋼鐵英雄》好評：「這部電影找到它的真實，崇高的立足點不是在展示凱·艾爾的非凡力量，而是生動體現克拉克·肯特起伏的人性。《超人：鋼鐵英雄》在超人的部份還可以，但在人的部份超好。」
特別受到批評的是，超人在《超人：鋼鐵英雄》高潮戲中決定殺死薩德將軍。插畫家尼爾·亞當斯提出，當薩德用熱射線威脅無辜的人時，超人也可以選擇其他方式阻止對方（例如遮住眼睛）。他還批評超人沒有像《超人II》（1980年）後期那樣將戰鬥移離大都會，對城市造成了嚴重的附帶損害。反之，網站的亞當·霍爾姆斯（Adam Holmes）認為《超人：鋼鐵英雄》的克拉克作為超級英雄仍缺乏經驗，從《蝙蝠俠對超人》中吸取教訓的他成功地將毀滅日推向太空中。
在《正義聯盟》的院線公映版中，觀眾注意到超人變得更加充滿希望和樂觀，並且更加符合克里斯多福·李維版的刻劃，但他的角色變化卻是突然且無從解釋，造成與前面的電影不連貫。主因源自史奈德的導演職權被喬斯·溫登接手而做出的更動。此外，該角在片中利用數位去除鬍子的不自然下巴成為外界嘲笑的話題。
相反地，影評人稱讚史奈德剪輯版中超人的性格更為自然，有人認為片中亨利·卡維爾的戲份可謂最佳看點。IGN的湯姆·傑根森（Tom Jergensen）在評論中寫道：「多虧史奈德越來越多關注死後的露薏絲·蓮恩和瑪莎·肯特，超人與兩人的團聚更加令人激動。但是，史奈德剪輯版與院線中的構思沒有太大不同其一是，超人的角色塑造受到戲份安排上的限制；但至少在這，他作為我們英雄的象徵更為大眾。」

## 備註
1. ↑  「超人」始自《超人：鋼鐵英雄》中美國軍方稱呼他的軍事代號，最早由一名軍人的口中說出。